# Nephrotoma fuscescens
Nephrotoma fuscescens är en tvåvingeart som först beskrevs av Riedel 1910.  Nephrotoma fuscescens ingår i släktet Nephrotoma och familjen storharkrankar. Inga underarter finns listade i Catalogue of Life.